# Селезні (Челябінська область)
Селезні (рос. Селезни) — присілок, підпорядковане місту Озерськ Челябінської області Російської Федерації.
Населення становить 64 особи (2010).

## Історія
Згідно із законом від 26 серпня 2004 року органом місцевого самоврядування є Озерський міський округ.

## Населення
| 2002 | 2010 |
| ---- | ---- |
| 37   | ↗64  |